# Paul Sagot
Pour les articles homonymes, voir Sagot.

a Compétitions nationales et continentales officielles uniquement.

b Matchs officiels uniquement.
Dernière mise à jour le 7 mai 2011.
Paul Sagot, né le 15 janvier 1885 à Dijon et décédé le 27 juin 1959 au Havre, est un joueur français de rugby à XV, qui joue avec l'équipe de France au poste de centre.

## Biographie
Pierre Paul Sagot est le fils d'Alphonse Sagot, ingénieur civil des mines et de Lucie Barbe
Élève au lycée Marceau de Chartres, il y pratique le rugby, puis il poursuit ses études à Paris au lycée Saint-Louis et joue au rugby au Stade français.

Le 2 mars 1901, au cours d'un match opposant au Parc des Princes le Stade français au Racing club, il réussit un but de 50 mètres directement au-dessus de la barre, ainsi qu'il en témoigne en 1954 : 

« Dans le match contre l'Honourable Artillery, au moment où je me baissais pour ramasser le ballon roulant à terre, un Anglais avait donné un coup de pied dedans et le ballon étant passé par-dessus la barre, l'arbitre, suivant le règlement d'alors, avait accordé 3 points à nos adversaires. La leçon ne devait pas être perdue. Dans le match Racing-Stade, autant qu'il m'en souvienne, la première mi-temps était sur le point de se terminer sans rien de marqué. À un certain moment je vis le ballon roulant à terre et un Racingman s'élancer pour se coucher dessus. Pensant à mon match du dimanche précédent et étant face aux poteaux, je me précipitai et, d'un violent coup de pied, j'envoyais le ballon par-dessus la barre. En même temps je fus plaqué par le pied et me relevai avec une profonde entaille à la main, car les terrains d'alors n'avaient rien de commun avec les pelouses actuelles. Ce fut un moment de stupeur dans le public, car le coup de pied avait été donné à environ 50 mètres des poteaux. »

 À la suite de ce coup de pied, la presse sportive discuta de sa validité. Le coup était assimilé au drop-goal mais ne marquait que trois points alors le drop-goal en valait quatre.
Il est champion de France en 1901 et finaliste en 1907. 
Il dispute le premier match officiel du XV de France le 1er janvier 1906 face aux All Blacks alors en tournée européenne. 
Il dispute deux autres tests contre l'Angleterre en 1908 et le pays de Galles en 1909. Il évolue en club au Stade français. 
Il se marie au Havre le 20 mars 1914 avec Suzanne Antoinette Dupont.
Il est militaire de carrière avec le grade de colonel de régiment d'artillerie lors de sa retraite et se retire à La Loupe (Eure-et-Loir)

## Palmarès
- champion de France en 1901 et finaliste en 1907.

## Statistiques en équipe nationale
- 3 sélections ;
- Sélections par année : 1 en 1906, 1 en 1908 et 1 en 1909.

### Matchs internationaux
| #  | Date             | Lieu                      | Adversaire       | Résultat | Points marqués                      | Competition |
| -- | ---------------- | ------------------------- | ---------------- | -------- | ----------------------------------- | ----------- |
| 1. | 1er janvier 1906 | Parc des Princes (Paris)  | Nouvelle-Zélande | 8-38     | 0 point                             | Test match  |
| 2. | 1er janvier 1908 | Stade du Matin (Colombes) | Angleterre       | 0-19     | 0 point                             | Test match  |
| 3. | 23 février 1909  | Stade du Matin (Colombes) | Pays de Galles   | 5-47     | 5 point (1 essai, 1 transformation) | Test match  |